# ドクターハラスメント
ドクターハラスメント（和製英語：doctor harassment）とは、医師による患者への嫌がらせ（ハラスメント）や無神経な言動のことである。短縮して「ドクハラ」ともいう。

## 概要
ここでいうハラスメントとは、医療従事者の患者に対する暴言、行動、態度、雰囲気を含む。ドクターハラスメントは患者を無力化させ、孤立させるため、ときには心的外傷後ストレス障害 （PTSD） につながることもある。
外科医の土屋繁裕は、自身が癌の治療や告知をしていく中で、医師のトークスキルや気配りの必要性を感じ始めカウンセリングを学んだ。土屋は、医師の仕事の9割は「トーク、話」である一方、一般社会の対人関係における常識が医療の世界では通じない場面が多すぎると語っている。がん相談医として、一般には露呈されることのない様々なドクハラの実態を知り、特に患者側からセカンド・オピニオンを申し出にくい医療界の雰囲気に触れ、レントゲンやカルテに応じないなど「医者側のデータの出し惜しみ」もドクハラに含めた。
ドクハラ医師が増える原因として、医師（医学の玄人）と患者（素人）の間におけるパターナリズムや情報の非対称性、患者から感謝される機会が多くしだいに驕ってしまう心理状況、親や先輩の影響で自分達が特権階級だと勘違いしてしまう狭い価値観、医療社会の閉鎖性、あるいはマンパワー不足の現在の医療制度問題、医師としての評価に患者からの信頼度が含まれないなど、様々な要因があるとしている。
2012年3月、慶應義塾大学病院で入院患者の手術中に無断で肋骨の骨髄液を採取していたことが発覚した。その数は31人にも及んだ。採取した呼吸器外科教授と教授と男性専任講師は、「患者に有益な情報を届けたかったから」としている。このように医学の進歩を盾にとり、自らを正当化したドクターハラスメントは、これまでも大学病院を中心にみられた。
ドクハラは特にブランド病院や大学病院などの大病院で起こりやすいという。改善策として「患者自身が声を上げる事（ICレコーダーでの会話録音や病院への投書、あるいは医師に直接言う）」や「若い医師（医療従事者）の良心や意識改革」が必要であると言う。
東京都が設置する「患者の声相談窓口」には、年間で約1万件、1日に40件～50件の相談があり、その4割が「診察で不快なことを言われた」など、医師や診療についての苦情だという。
日本医師会では2006年から2007年にかけて、ドクターハラスメントを題材にしたテレビCMを放送。CMでは「これは医師の心ない一言です。医療なのに救われない人がいる」とナレーションが入り、「あんた何歳まで生きれば気がすむの？」「素人に話しても時間のムダ」など患者が実際に言われた医師の言葉をテロップで流すというものであった。

## 情報化社会とドクハラ
また近年、医療事故の被害者や支援者への、インターネット上での医師からの個人攻撃、中傷、診療録の無断転載などが目立ち、遺族や支援者が精神的な被害を受ける例も相次いでいる。これらのインターネットでの誹謗中傷は、2000年代から激しくなったという。
2006年に奈良県の妊婦が19病院に転院を断られた末に死亡した「大淀病院事件」では、カルテの内容が医師専用電子掲示板に書き込まれ、医師らの公開ブログにも転載された。さらに同掲示板に「脳出血を生じた母体も助かって当然、と思っている夫に妻を妊娠させる資格はない」と神奈川県横浜市の医師が投稿した。同医師は後に侮辱罪で略式命令を受けた。遺族らは「『産科医療を崩壊させた』という中傷も相次ぎ、深く傷ついた」と語る。
同じ年に産婦人科医が逮捕された「福島県立大野病院事件」では、遺族の自宅を調べるよう呼びかける書き込みや「2人目はだめだと言われていたのに産んだ」と亡くなった妊婦を非難する言葉が、医師達の電子掲示板やブログに出たり、「杏林大病院割りばし死事件」では遺族に対し、「医療崩壊を招いた死神ファミリー」「被害者面して医師を恐喝、ついでに責任転嫁しようと騒いだ」などと非難する書き込みが相次いだ。 
日本医師会の生命倫理懇談会（高久史麿・日本医学会会長）は2010年2月、こうしたインターネット上の加害行為を「専門職として不適切だ」とし、「高度情報化社会における生命倫理」の報告書をまとめた。インターネット上での医師らの中傷について「特に医療被害者、その家族、医療機関の内部告発者、政策に携わる公務員、報道記者などへの個人攻撃は、医師の社会的信頼を損なう」とし、強く戒める構えを見せた。

## ドクハラ医師の分類
ドクターハラスメントを行う医師を以下のように分類。以下に一例として実際の例を示す。
1. 医師失格型 - サディスティックに患者の心を傷つけ、無力化・孤立化を狙う。
  1. 大学病院などで、患者を「サンプル」「データ」扱いする。
  2. 手術後の女性に対し「こんな身体じゃお嫁にいけないね」、落ち込んでいる患者に対し「そんなくよくよした性格だから病気になるんだ」
  3. 「私が信用できないなら他へ行って」などの発言や不適切に怒鳴る、誤診を疑いセカンドオピニオンを求めた患者が戻ってくると「どうしてそんな所に行ったんだ」等、患者の自由な選択権を無視する。
  4. 「私の言うことがわからない」「ちゃんと学校で勉強してきたのか」「改善する気ないのか」等、能無しとして扱い、最終的には診察、再来を打ち切りにして病院に来させなくしてしまう。
2. ミスマッチ型 - 患者の状況を理解せずにちぐはぐな言動をする。知らずに傷つけてしまうのがこのタイプである。
  1. 妊婦に対し、出産で苦しい状況下で「昔だったら死んでたよ。良かったね」
  2. 「もう子供は作らないだろうから子宮はいらないでしょう」
3. 脅し型 - 知識の差を盾にし、脅して治療に服従させる。自分の診断に自信のない医師ほど脅す傾向があるという。
  1. 「急いで手術をしないと治らないよ」、「（目が）見えなくなってもしらんぞ」「全摘手術じゃなければ死ぬよ」「この間の（同じ症例の）患者は死んだよ。あなたも同じことになるだろうね」「この治療をしなければ死ぬ」
  2. QOLを選び抗がん剤を拒否した患者に「死んだらQOLもなにもないでしょう」等（法的に護られている患者の「自己決定権」を尊重しない）
4. ゼニゲバ型 - 患者の治療や回復よりも病院の利益を優先する。
  1. 必要のない手術や治療に検査、高額な保険外治療も必要不可欠かに見せかけ薦める。または、説明なしで強行する（医師法に基づき、医療を提供するにあたり「医師の適切な説明の義務」を怠る）。判断能力のある患者本人から同意を得ずに家族から同意を得て勝手に治療や検査を行なう（判断能力のある患者の場合、本人に選択権および自己決定権がある）。
  2. 薬を大量に出すが、薬の説明は一切しない。不必要な薬を処方する。
  3. 「老人は金にならないから早く退院させよう」
5. 子どもへのドクハラ型 - 子ども自身や、子供の治療時に親に向かって行う。 
  1. 食欲がない子供に対し、「食べなきゃ死ぬよ」など怖がらせる。
  2. 「母親がそんなだから子供が病気になるんだ」「お子さん嘘ついてるでしょ？ 愛情不足でも痛いっていいますし」「育て方が悪い・母親失格」等。
6. セクハラ型 - 産婦人科などで女性を傷つけるドクセクハラ
  1. 乳ガンの触診で「大きいおっぱいして」、「帝王切開だったから、まだ（膣の）しまりがいいな」[注釈 1]
  2. 「遊んでいるからこんな病気になるんだよ」、容姿があまり良くないと思う患者に対し「妊娠するような覚えないでしょ？」など。
  3. 　流産のケースで「あーもう死んでますねー。心臓動いてないし」「お子さん、女の子“だった”ね」等。
7. 告知型 - 患者やその家族を絶望に淵に突き落とす。
  1. 治る可能性のない患者に対し「どうせ助からないんだから無駄なことはしない」や、治る可能性のある症例に対し「もう一生（絶対）治らないよ」等絶望に追い込む発言をする。医師によるモラルハラスメント。
  2. 「死にはしないけど、長生きはしません」「もって一年ですね。長生きしたんだから寿命です」等[4]。